# Kościół Świętego Kuniberta w Kolonii

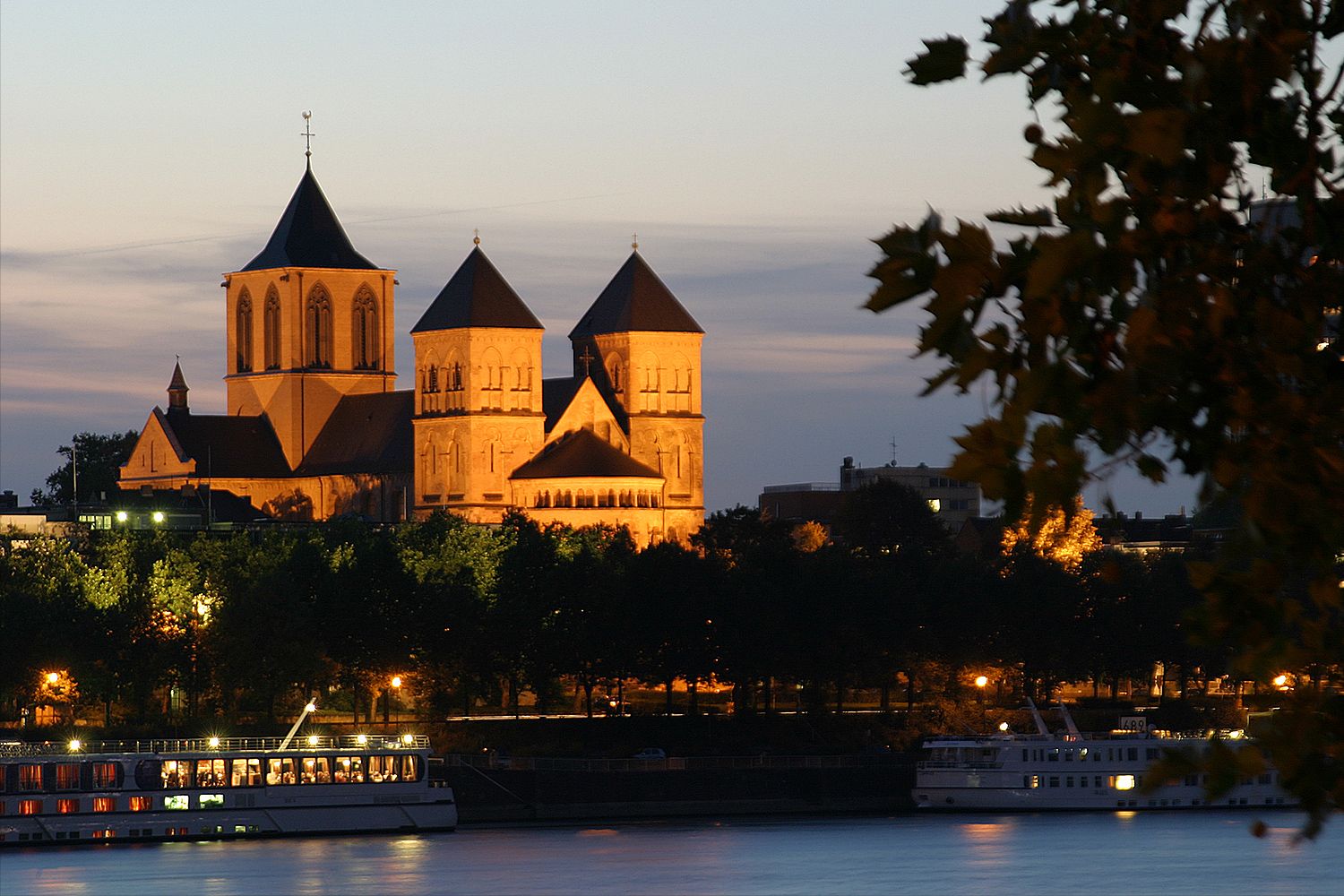
Widok kościoła zza Renu

Kościół Świętego Kuniberta w Kolonii (niem Sankt Kunibert Kirche) – jeden z dwunastu romańskich kościołów w Kolonii, dedykowany świętemu Kunibertowi, arcybiskupowi Kolonii. Świątynia znajduje się w północnej części historycznego Starego Miasta, w pobliżu brzegu Renu.

## Historia
Święty Kunibert (623–663), misjonarz prowadzący nauki wśród Fryzów i Sasów, biskup i doradca króla merowińskiego Dagoberta I, w rejonie dzisiejszego kościoła polecił wznieść kościół dedykowany św. Klemensowi. Zgodnie z wolą arcybiskupa, Kunibert został pochowany na pobliskim cmentarzu. Na rok 866 przypada pierwsza wzmianka o kanonikach kościoła. Dzięki badaniom archeologicznym wiadomo iż w połowie XI w. istniał tu kościół o strukturze podobnej do obecnej świątyni – trójnawowa bazylika z zachodnim trójczęściowym westwerkiem. Ponadto odnaleziono fragmenty filarów o porządku korynckim. W 1168 papież Aleksander III kanonizował Kuniberta, stąd też przed 1210 prepozyt a następnie arcybiskup Trewiru Theoderich von Wied założył zgromadzenie kanonickie i polecił wzniesienie na cześć kolońskiego hierarchy nowy kościół.
Budowę obecnej świątyni datuje się na lata 1215–1247. W pierwszej kolejności wzniesiono wschodnią część – kryptę a później prezbiterium, które ukończono w 1226, a w następnej kolejności przebudowano korpus nawowy na zrębie dawnego kościoła, zgodnie z tradycją romanizmu, choć dwa lata później rozpoczęto budowę pobliskiej gotyckiej katedry. Do 1261 wznoszono zachodni transept z wieżą pośrodku, zaś w 1270 ukończono pracę nad budową kaplicy chrzcielnej po południowej stronie świątyni. W 1247 kościół otrzymał godność kolegiaty. Ponadto ówczesny arcybiskup Konrad von Hochstaden nadał kościołowi przywilej do nadawania odpustów dla duchowieństwa i wysokich w randze mieszczan kolońskich.
W 1376 w wyniku pożaru kościół uległ znacznym zniszczeniom. Podczas trwającej do początku XV w. odbudowy kościoła nadano górnym partiom formy gotyckie (m.in. wieże i sklepienia). 12 kwietnia 1666 uderzenie pioruna spowodowało pożar dachów i częściowo wnętrza. W rezultacie w ramach odbudowy powstał nowy, barokowy wystrój wnętrza, w tym datowany na rok 1730 ołtarz główny.
W 1802 w ramach wielkiej sekularyzacji Kolonii zniesiono status kolegiaty na rzecz parafii, a w 1821 zburzono zabudowania kanonickie. W 1830 w wyniku burzy runęła wieża zachodnia. W latach 1836–1870 dokonano gruntownej renowacji świątyni nadając jej dawną romańsko-gotycką formę. Pracami kierowali Johann Peter Weyer i Heinrich Nagelschmidt. Ich doradcą i konsultantem był Karl Friedrich Schinkel. W 1878 wszystkie trzy wieże nakryto strzelistymi hełmami o gotyckich formach. Podczas dalszych prac renowacyjnych trwających do 1901 przywrócono romański charakter elewacji wschodniej, ponadto odkryto fragmenty gotyckich malowideł ściennych w kaplicach. Podczas II wojny światowej, w latach 1942–1945 w wyniku wielokrotnego bombardowania Kolonii przez wojska alianckie kościół św. Kuniberta uległ znacznym zniszczeniom. Część zachodnia w tym transept i wieża uległy całkowitemu wyburzeniu, zanotowano poważne wyrwy w murach lateralnych we wszystkich partiach kościoła, wnętrze uległo zupełnej destrukcji. Historyczny wystrój wnętrza został wywieziony, przywrócono go na miejsce po kilkuetapowej odbudowie. Do 1966 odbudowano korpus nawowy z prezbiterium (prace prowadził arch. Karl Band), w latach 1981/1982–1993 zrekonstruowano zachodni transept i wieżę według projektu arch. Leo Hugota.

## Architektura
Kościół Świętego Kunibera składa się z prezbiterium, transeptu wschodniego, trójnawowego, bazylikowego korpusu nawowego i transeptu wzniesionego na miejscu dawnego masywu zachodniego. Prezbiterium jest jednoprzęsłowe zamknięte półkolistą absydą. Stanowi przedłużenie korpusu nawowego wzniesionego zgodnie z porządkiem systemu wiązanego (jednemu przęsłowi nawy głównej odpowiadają dwa przęsła w nawach bocznych). Korpus zamyka nawa poprzeczna, na wysokości nawy głównej wznosi się masywna kwadratowa w planie wieża. Dwie również kwadratowe wieże flankują prezbiterium, wznoszą się ponad transeptem. Wewnątrz nawa główna, oba transepty są nakryte sklepieniem krzyżowo-żebrowym, zaś nawy boczne kolebkowym. Wnętrze posiada interesującą artykulację ścian, którą tworzą ciągi arkad. Ściany nawy głównej podzielone są na trzy strefy, dolną tworzą arkady międzynawowe wsparte na masywnych graniastych filarach, powyżej parzyste wnęki obramione arkadami z niewielkimi półkolumnami. Górną strefę tworzy ciąg okien. W przypadku absydy, która podzielona jest na dwie strefy okna umieszczone są w obu kondygnacjach w głębokich wnękach obramionych ostrołukowymi arkadami wspartymi na smukłych filarach wiązkowych.
Na zewnątrz ściany są jednolicie artykułowane lizenami, pod gzymsem wieńczącym ciągi fryzów arkadowych. Kontrastem jest wschodnia absyda, gdzie zastosowano podział na trzy strefy. Najniższą kondygnację tworzą arkady wsparte na lizenach, wyżej arkady wspierają smukłe filary przylegające do lica ściany. Ściany obu stref są naprzemiennie przeprute oknami. W najwyższej strefie znajduje się galeria arkadowa złożona z ciągu biforiów. Wieże wschodnie są czterokondygnacyjne, dwie górne kondygnacje zdobią parzyste wnęki obramione ostrołukowymi i trójlistnymi arkadami.

## Wystrój wnętrza
Pomimo pożarów i zniszczeń wojennych kościół zachował liczne dzieła sztuki z XIII–XIX wieku. Wschodnie okna zdobi unikatowy zespół późnoromańskich witraży datowanych na lata 1220–1230. Trzy górne okna absydy zdobią witraże z cyklem kwater przedstawiających Drzewo Jessego, Żywot Św. Kuniberta oraz Żywot Świętego Klemensa, obramionych stylizowaną bordiurą, pozostałe, mniejsze witraże przedstawiają całopostaciowe wizerunki świętych (Cecylii, Korduli, Urszuli, Katarzyny oraz Jana).
Ołtarz główny zdobi późnogotyckie retabulum w formie tryptyku z malowidłami pędzla kolońskiego anonimowego malarza znanym jako Mistrz Legendy Świętego Jerzego. Środkowa część przedstawia Grupę Ukrzyżowania, skrzydła boczne Przemienienie Pańskie oraz Zmartwychwstanie. Po bokach ołtarza dwa neogotyckie relikwiarze typu domkowego z 1879 zawierające relikwie świętych Kuniberta i Ewalda.
Fragmentarycznie zachowały się malowidła ścienne, przede wszystkim w gotyckiej kaplicy chrzcielnej po południowej stronie prezbiterium. Na ścianie południowej przedstawienie Grupy Ukrzyżowania, natomiast w żagielkach między arkadą zewnętrzną i gzymsem wieńczącym dwa unoszące się anioły. Sama chrzcielnica jest wczesnogotycka z ok. 1260. Obok w niewielkiej niszy pokrytej gotyckimi polichromowaniami, XV-wieczne sakramentarium. Drzwiczki zdobi malowana Grupa Ukrzyżowania, obok adorujący św. Kunibert i św. Małgorzata. W naprzeciwległej niszy z XIII-wiecznymi malowidłami komora mieszcząca relikwiarze. Malowidła przedstawiają Adorację Krzyża, świętych Mikołaja i Antoniego Padewskiego. Przy filarach tęczy datowana na 1439 pełnoplastyczna Grupa Zwiastowania.
W zachodnim transepcie zachowały się dwa zespoły cennych dzieł sztuki. Od strony południowej alabastrowa Kalwaria ze schyłku XV wieku. Ukazuje ona ukrzyżowanych Jezusa i łotrów poniżej grupy świętych i oprawców. Po północnej stronie skarbiec mieszczący m.in. cenny zespół gotyckich relikwiarzy hermowych z XIV wieku.

## Dzwony
Wieża zachodnia mieści największy po katedrze zespół dzwonów. Zespół ten liczy dziesięć dzwonów w tym Bourdon – trzeci co do wielkości w mieście po (Dzwonie Świętego Piotra i Pretiosie, oba w katedrze). Oprócz dzwonów odlanych w 1965 i 1990 wiszą cztery zabytkowe. Dwa XVIII-wieczne dzwony pochodzą z ludwisarni Martina Legrosa w Malmedy, dwa XV-wieczne, najmniejsze dzwony wiszą w wieżyczce na sygnaturkę, na dachu transeptu.
Codziennie o godzinie 7:00, 12:00 i 19:00 dzwon Aveglocke wybija Anioł Pański. Dzwon Bourdon bije podczas najważniejszych (m.in. Boże Narodzenie, Objawienie Pańskiej, Wielki Czwartek, Wielka Sobota, Wigilia Zesłania Ducha Świętego, Boże Ciało, dzień Świętego Ewalda, Wszystkich Świętych, dzień Świętego Kuniberta, dzień Świętego Klemensa i na Nowy Rok) także z okazji wyboru i śmierci kolońskiego arcybiskupa i papieża. Ponadto dzwony pełnią funkcję carillonu.
| Nr | Nazwa                              | Data odlania | Ludwisarz, miejsce odlania  | Średnica (mm) | Masa (kg) | Dźwięk (16tel) |
| 1  | Bourdon (Engelglocke/Dzwon Anioła) | 1990         | Royal Eijsbouts, Asten      | 2470          | 9380      | f0 –4          |
| 2  | Maria (Trösterin)                  | 1990         | Royal Eijsbouts, Asten      | 1840          | 3880      | b0 –2          |
| 3  | Kunibert                           | 1773         | Martin Legros, Malmedy      | 1540          | 2290      | des1 –3        |
| 4  | Clemens                            | 1773         | Martin Legros, Malmedy      | 1210          | 1130      | f1 –6          |
| 5  | Ewald                              | 1990         | Royal Eijsbouts, Asten      | 1000          | 660       | as1 –5         |
| 6  | Bruno (Aveglocke)                  | 1990         | Royal Eijsbouts, Asten      | 890           | 440       | b1 –4          |
| 7  | Jakobus                            | 1958         | Hans Hüesker, Gescher       | 770           | 280       | c2 –6          |
| 8  | Cordula                            | 1958         | Hans Hüesker, Gescher       | 675           | 200       | d2 –6          |
| 9  | Kirspel                            | 1453         | Sifart Duisterwald, Köln    | 682           | 250       | e2 –7          |
| 10 | Zimbel                             | 1422         | Christian Duisterwald, Köln | 546           | 130       | g2 –5          |